# Сергеевск
Сергеевск — село в Стародубском муниципальном округе Брянской области.

## География
Находится в южной части Брянской области на расстоянии приблизительно 8 км по прямой на северо-запад от районного центра города Стародуб.

## История
Сергеевск появился не позднее начала XVII века. Во время Гетманщины село вошло в состав Стародубской полковой сотни. В 1846 году на месте обветшавшей церкви, известной с 1780 года, была построена новая Рождество-Богородичная церковь. В 1859 году здесь (село Стародубского уезда Черниговской губернии) было учтено 59 дворов, в 1892 — 89. До 2019 года входило в состав Мохоновского сельского поселения, с 2019 по 2021 в состав Запольскохалеевичского сельского поселения Стародубского района до их упразднения.

## Население
Численность населения: 483 человека (1859 год), 659 (1892), 120 человек в 2002 году (русские 98 %), 89 в 2010.